# Автошлях Н 07
Автошлях Н 07 (Київ — Суми — Юнаківка – пункт контролю Юнаківка (кордон з Росією)) — автомобільний шлях національного значення на території України. Проходить територією Київської, Чернігівської та Сумської області.
Починається в Києві, проходить через Бровари, поблизу Прилук, через Ромни, Недригайлів, Суми та закінчується на контрольно-пропускному пункті «Юнаківка».
У 2021 році розпочалася реконструкція шляхопроводу через залізницю в обхід міста Прилуки.

## Загальна довжина
Київ — Суми — Юнаківка – пункт контролю Юнаківка (кордон з Росією) — 336,3 км.